# Dwayne Harris
(en) Statistiques sur pro-football-reference
Dwayne Lenard Harris (né le 16 septembre 1987 à Atlanta dans l'État de Géorgie aux États-Unis) est un sportif professionnel américain ayant joué pendant dix saisons (2011-2020) aux postes de wide receiver et de spécialiste des retours dans la National Football League (NFL).
Après avoir joué au niveau universitaire pendant cinq saisons pour les Pirates de l'université de l'Est de la Caroline au sein de la NCAA Division I FBS et sa conférence USA, il est sélectionné par la franchise des Cowboys de Dallas en 176e choix global lors du sixième tour de la draft 2011 de la NFL. Après quatre saisons à Dallas, il rejoint en 2015 les Giants de New York, en 2018 les Raiders d'Oakland, en en 2020 l'équipe d'entraînement des Texans de Houston et les  Bears de Chicago où il termine sa carrière.

## Jeunes années
Harris a joué au poste de quarterback à la Tucker High School à Tucker, en Géorgie. Prep Star Magazine le considérait comme l'un des meilleurs quarterbacks du sud-est. Il était également une sélection 4A All-State, menant Tucker à un record de 10-1 en troisième année.

## Carrière universitaire
Lors de son année freshman, il participe aux 13 matchs des Pirates et est nommé membre de l'équipe All-Freshman de la conférence en tant que punt returner. L'université East Carolina remporte le Hawaii Bowl 2007 contre les Broncos de Boise State avec une équipe dans laquelle évolue également le futur running back de la NFL, Chris Johnson. En deuxième année, il dispute 10 matchs avant de se blesser au pied contre l'université Southern Mississipi. Indépendamment de sa blessure, l’East Carolina University remporte le championnat 2008 de la Conference USA, le Liberty Bowl, contre le Golden Hurricane de l’université de Tulsa.
Dans son année junior, il est nommé dans la première équipe de la conférence et en tant que joueur de l'année  C-USA Special Teams. Il a participé à chacun des 14 matchs, dont une victoire contre les Cougars de l'université de Houston de Case Keenum, au championnat C-USA de 2009 et une défaite contre les Razorbacks de l'université de l'Arkansas au Liberty Bowl de 2010. Dans sa dernière année, Harris dispute les 13 matchs et remporte le titre de MVP de C-USA. Les Pirates perdent face aux Terrapins de l’université du Maryland lors du Military Bowl de 2010.

### Statistiques universitaires
| Rec   | Yds           | Moy   | TD    | Tent  | Yds   | Moy | TD    |       |      |    |     |     |     |   |
| *2007 | East Carolina | CUSA  | FR    | WR    | 13    | 26  | 246   | 9,5   | 2    | 20 | 197 | 9,9 | 1   |   |
| *2008 | East Carolina | CUSA  | SO    | WR    | 10    | 58  | 654   | 11,3  | 1    | 19 | 76  | 4,0 | -   |   |
| *2009 | East Carolina | CUSA  | JR    | WR    | 14    | 83  | 978   | 11,8  | 7    | 31 | 149 | 4,8 | 5   |   |
| *2010 | East Carolina | CUSA  | SR    | WR    | 13    | 101 | 1 123 | 11,1  | 10   | 16 | 104 | 6,5 | -   |   |
| Total | Total         | Total | Total | Total | Total | 60  | 268   | 3 001 | 11,2 | 20 | 86  | 526 | 6,1 | 6 |

| Nbr.  | Yds | Moy   | TD   | Nbr. | Yds | Moy | TD   |   |
| *2007 | 5   | 89    | 17,8 | -    | 31  | 250 | 8,1  | - |
| *2008 | 19  | 446   | 23,5 | -    | -   | -   | -    | - |
| *2009 | 37  | 1 000 | 27,0 | 3    | 1   | 7   | 7,0  | - |
| *2010 | 41  | 839   | 20,5 | -    | 19  | 222 | 11,7 | - |
| Total | 102 | 2 374 | 23,3 | 3    | 51  | 479 | 9,4  | - |

| Passes | Passes | Passes | Passes | Passes | Passes | Passes | Passes |
| ------ | ------ | ------ | ------ | ------ | ------ | ------ | ------ |
| Réus.  | Tent.  | %      | Yds    | Y/T    | TD     | Int.   | Éval.  |
| 1      | 3      | 33,3   | 80     | 26,7   | 1      | -      | 367,3  |
| -      | -      | -      | -      | -      | -      | -      | -      |
| 1      | 3      | 33,3   | 35     | 11,7   | -      | -      | 131,3  |
| 2      | 3      | 66,7   | 38     | 12,7   | 1      | -      | 283,1  |
| 4      | 9      | 44,4   | 153    | 17.0   | 2      | -      | 260,0  |

Légende :  * signifie que les statistiques prennent en compte celles des bowls disputés après la saison régulière.

## Carrière professionnelle
| Taille              | Poids          | Bras              | Main              | Sprint 40 yd | 20 yd shuttle | 3 cone drill | Détente verticale | Détente horizontale | BP      |
| ------------------- | -------------- | ----------------- | ----------------- | ------------ | ------------- | ------------ | ----------------- | ------------------- | ------- |
| 5 ft 10 in (1,78 m) | 203 lb (92 kg) | 31 1⁄8 in (79 cm) | 10 1⁄8 in 25,7 cm | 4,53 s       | 4,15 s        | 6,82 s       | 36,5 in (0,93 m)  | 10 ft 1 in (3,07 m) | 21 reps |

Harris est sélectionné par les Cowboys de Dallas au sixième tour (176e au total) de la Draft 2011 de la NFL.

### Cowboys de Dallas

#### Saison 2011
À sa première apparition en carrière, il a un match à retenir contre les Broncos de Denver, enregistrant cinq réceptions pour 127 yards et deux touchdowns (dont une réception de TD de 76 yards), en seulement deux quart temps. Malheureusement, sa première année est surtout une déception, les Cowboys l’ayant libéré le 18 octobre et l’ayant signé avec leur équipe d’entraînement. Il est finalement réintégré dans l’alignement le 14 décembre. En tant que rookie, il ne dispute que sept matches, rapportant 15 retours de punt pour 80 yards.

#### Saison 2012
En 2012, il a son premier retour de punt en carrière pour un touchdown lors d'un match de la 10e semaine contre les Eagles de Philadelphie. Son retour de 78 yards brise une égalité au quatrième quart-temps et lui vaut le titre de joueur de la semaine dans les équipes spéciales de la NFC. Son impact en tant que joueur de retour dans les équipes spéciales convainc le personnel des entraîneurs de lui donner plus d'opportunités comme wide receiver. Bien qu’il soit actif toute la saison, il ne commence à produire comme receveur que lors de la 12e semaine contre les Redskins de Washington lors du match de Thanksgiving. Il termine deuxième dans la NFL en moyenne de retour de punt (16,1 yards).

#### Saison 2013
Au cours de la saison 2013, Harris commence à être utilisé comme mitrailleur dans des équipes spéciales et lors du match d'ouverture contre les Giants de New York, ses trois tacles de couverture et son effort pour forcer l'un des six turnovers des Giants lui valent le titre de joueur de la semaine des équipes spéciales de la NFC. Il est de nouveau nommé joueur de la semaine après sa performance de la 6e semaine contre les Redskins de Washington. Il inscrit 222 yards au total, soit neuf de plus que l'offensive des Cowboys, dont un retour de punt de 88 yards pour un touchdown et un retour de kickoff de 90 yards. Il devient également le troisième joueur (Chris Boniol et Billy Cundiff sont les premiers) de l'histoire de l'équipe à remporter le joueur de la semaine des équipes spéciales de la NFC à deux reprises en une saison. Bien qu'il se blesse lors de 3 des 4 derniers matchs de la saison, il termine deuxième au classement de l'équipe avec 12 tacles, ainsi que troisième en moyenne de retour de punt (12,8) et de deuxième en moyenne de kickoff (30,6) dans la NFL. En tant que wide receiver, il réalise neuf réceptions pour 80 yards et deux touchdowns, dont celui gagnant contre les Vikings du Minnesota.

#### Saison 2014
En 2014, il mène les équipes spéciales avec 18 tacles, mais toutes ses autres statistiques ont chuté par rapport à l'année précédente. L’équipe connaît des difficultés au match retour et il est rarement utilisé en tant que quatrième receveur.
Harris part avec le titre de leader absolu de la franchise en retour de kickoffs avec une moyenne en carrière de 26,5 yards et une moyenne sur une saison de 30,6 yards en 2013. Il terminé ex æquo avec une moyenne de 11,1 verges en retour de punt. Il est considéré comme l'un des meilleurs joueurs des équipes spéciales de l'histoire des Cowboys de Dallas.

### Giants de New York

#### Saison 2015
Le 10 mars 2015, il signe un contrat de 17 millions de dollars sur cinq ans avec les Giants de New York en tant qu'agent libre sans restriction. La transaction comprend 7,1 millions de dollars garantis avec une prime à la signature de 4 millions de dollars,. Bien qu'il soit acquis pour servir principalement comme homme de retour dans les équipes spéciales, il dépasse Preston Parker sur la depht chart en tant que wide receiver, avant que des blessures de plusieurs receveurs lui permettent d'être titulaire pour six matchs au cours de la saison. Contre les Bills de Buffalo, il enregistre cinq réceptions pour 51 yards et un touchdown. Lors du match suivant, il réalise six réceptions, un sommet en carrière, pour 72 yards dans une victoire contre les 49ers de San Francisco. Il compile six réceptions pour 82 yards et un touchdown, dans une défaite contre les Patriots de la Nouvelle-Angleterre. Il est déclaré inactif pour le dernier match de la saison en raison d’une blessure à l’épaule, terminant avec des sommets en carrière dans les réceptions (36), les yards de réception (396) et de réceptions de touchdown (4).
Le 25 octobre, il retourne pour 100 yards un kickoff au quatrième quart pour marquer le touchdown décisif du match contre son ancienne équipe, alors que les Giants battent les Cowboys 27 à 20. Pour ses efforts, il est nommé joueur de la semaine des équipes spéciales NFC. Le 6 décembre, il retourne un punt pour 80 yards et inscrit un touchdown dans une défaite de 23 à 20 en prolongation face aux Jets de New York, devenant ainsi le premier joueur de l'histoire de la franchise à obtenir un retour de kickoff, un retour de punt et une réception pour des touchdown dans une saison. Il termine troisième de la ligue avec une moyenne de 28,7 yards par retour de kickoff et septième avec une moyenne de 10,0 yards par retour de punt.

#### Saison 2016
En 2016, il est parfois retiré du jeu en raison de problèmes liés à la sécurité du ballon et à des prises de décision parfois douteuses. Il termine tout de même terminé cinquième de la ligue en moyenne de retour de kickoff (24,2 yards) et a une moyenne de retour de 5,9 yards pour les punts. Il réalise 7 tacles en équipes spéciales. Il a un touchdown lors de sa seule réception de la saison, lors de la victoire de la semaine 12 contre les Browns de Cleveland. Il est également nommé à son premier Pro Bowl.
Lors de la semaine 7, contre les Rams de Los Angeles, Harris subit une blessure au bas du dos alors qu'il retourne un punt à la fin de la première mi-temps. Il se fait frapper au dos alors qu'il tombe au sol. Il est emmené hors du terrain dans ce qui ressemble à une scène effrayante. Il reste hors du terrain pendant une période prolongée, allongé sur le dos et les entraîneurs ont dû couper son maillot pour lui retirer avant que la voiturette n'arrive. Il a pu s'asseoir et se lever, ce qui est un signe encourageant. Il reviendra au jeu au quatrième quart temps.

#### Saison 2017
Le 21 mars 2017, il restructure son contrat à la suite de la signature du receveur agent libre Brandon Marshall. Au cours de la semaine 5 de la saison 2017, lors du match contre les Chargers de San Diego Harris subit une fracture du pied qui nécessite une intervention chirurgicale et il est placé sur la liste des blessés le 9 octobre 2017 pour le reste de la saison,.
Le 22 mars 2018 les Giants libèrent Dwayne Harris.

### Raiders d'Oakland

#### Saison 2018
Le 2 avril 2018, Harris signe avec les Raiders d'Oakland un contrat d'un an pour 10 005 000 dollars et une prime à la signature de 45 000 dollars,. Il est nommé punter et kicker principal pour commencer la saison 2018. Au cours de la semaine 4, Harris retourne cinq kickoffs pour une moyenne de 19,5 yards, y compris un retour de 49 yards dans une victoire de 45-42 sur les Browns de Cleveland, ce qui lui vaut le titre de joueur de la semaine des équipes spéciales AFC. Le 24 décembre, il retourne un pour de 99 yards pour un touchdown contre les Broncos de Denver, ce qui lui donne son deuxième le titre de joueur de la semaine des équipes spéciales de l'AFC de la saison. Le retour de 99 yards est le deuxième retour le plus long de l'histoire de la NFL.

#### Saison 2019
Le 18 mars 2019, Harris resigne avec les Raiders. Il est placé sur la liste des blessés le 18 novembre et ne joue plus de la saison.

#### Saison 2020
Devenu agent libre en mars 2020, Harris effectue un essai avec les Ravens de Baltimore le 18 août 2020.

### Texans de Houston
Le 21 septembre 2020, Harris signe avec les Texans de Houston pour y intégrer leur équipe d'entraînement mais est libéré le 12 octobre.

### Bears de Chicago
Le 27 octobre 2020, Harris signe avec les Bears de Chicago où il intègre l'équipe d'entraînement. Quatre jours plus tard, il rejoint l'effectif principal avant le match contre les Saints de la 8e semaine. Il retourne dans l'équipe d'entraînement après le match. Le 7 novembre, il est promu titulaire pour prendre la relève en tant que spécialiste des retours. Contre les Vikings en 10e semaine, 
Lors de la défaite contre les Vikings en 10e semaine, Harris se déchire le triceps après avoir raté le ballon dégagé lors d'un punt adverse et avoir tenté de le récupérer. Il est placé sur la liste des joueurs blessés pour le reste de la saison.

## Statistiques NFL
| Année                   | Équipe                  | MJ  |     | Courses | Courses | Courses | Courses |       | Passes réceptionnées | Passes réceptionnées | Passes réceptionnées | Passes réceptionnées |  | Fumbles | Fumbles |
| Année                   | Équipe                  | MJ  | Nb. | Yards   | Moy.    | TD      | Nb.     | Yards | Moy.                 | TD                   | Nb.                  | Perdus               |  |         |         |
| 2011                    | Cowboys de Dallas       | 07  | -   | -       | -       | -       | -       | -     | -                    | -                    | 0                    | 0                    |  |         |         |
| 2012                    | Cowboys de Dallas       | 16  | -   | -       | -       | -       | 17      | 222   | 13,1                 | 1                    | 1                    | 0                    |  |         |         |
| 2013                    | Cowboys de Dallas       | 13  | 1   | 06      | 6,0     | 0       | 09      | 080   | 08,9                 | 2                    | 2                    | 1                    |  |         |         |
| 2014                    | Cowboys de Dallas       | 16  | 4   | 07      | 1,8     | 0       | 07      | 116   | 16,6                 | 0                    | 4                    | 2                    |  |         |         |
| 2015                    | Giants de New York      | 15  | 2   | 12      | 6,0     | 0       | 36      | 396   | 11,0                 | 4                    | 3                    | 0                    |  |         |         |
| 2016                    | Giants de New York      | 16  | -   | -       | -       | -       | 01      | 013   | 13,0                 | 1                    | 3                    | 1                    |  |         |         |
| 2017                    | Giants de New York      | 05  | -   | -       | -       | -       | -       | -     | -                    | -                    | 0                    | 0                    |  |         |         |
| 2018                    | Raiders d'Oakland       | 15  | 2   | 12      | 6,0     | 0       | 06      | 040   | 06,7                 | 0                    | 2                    | 0                    |  |         |         |
| 2019                    | Raiders d'Oakland       | 03  | -   | -       | -       | -       | 01      | 07    | 07,0                 | 0                    | 0                    | 0                    |  |         |         |
| 2020                    | Bears de Chicago        | 03  | -   | -       | -       | -       | -       | -     | -                    | -                    | 1                    | 1                    |  |         |         |
| Totaux chez les Raiders | Totaux chez les Raiders | 18  | 2   | 12      | 6,0     | 0       | 07      | 047   | 06,7                 | 0                    | 02                   | 0                    |  |         |         |
| Totaux chez les Giants  | Totaux chez les Giants  | 36  | 2   | 12      | 6,0     | 0       | 37      | 409   | 11,1                 | 5                    | 06                   | 1                    |  |         |         |
| Totaux chez les Cowboys | Totaux chez les Cowboys | 52  | 5   | 13      | 2,6     | 0       | 33      | 418   | 12,7                 | 3                    | 07                   | 3                    |  |         |         |
| Totaux en NFL           | Totaux en NFL           | 106 | 9   | 37      | 4,1     | 0       | 77      | 874   | 11,4                 | 8                    | 16                   | 5                    |  |         |         |

| Année                   | Équipe                  |     | Retours de kickoffs | Retours de kickoffs | Retours de kickoffs | Retours de kickoffs |       | Retours de punts | Retours de punts | Retours de punts | Retours de punts |
| Année                   | Équipe                  | Ret | Yds                 | Moy                 | TD                  | Ret                 | Yds   | Moy              | TD               |                  |                  |
| 2011                    | Cowboys de Dallas       | 08  | 231                 | 28,9                | -                   | 15                  | 080   | 05,3             | -                |                  |                  |
| 2012                    | Cowboys de Dallas       | 11  | 210                 | 19,1                | -                   | 22                  | 354   | 16,1             | 1                |                  |                  |
| 2013                    | Cowboys de Dallas       | 28  | 857                 | 30,6                | -                   | 20                  | 256   | 12,8             | 1                |                  |                  |
| 2014                    | Cowboys de Dallas       | 30  | 742                 | 24,7                | -                   | 30                  | 275   | 09,2             | -                |                  |                  |
| 2015                    | Giants de New York      | 22  | 631                 | 28,7                | 1                   | 34                  | 341   | 10,0             | 1                |                  |                  |
| 2016                    | Giants de New York      | 22  | 533                 | 24,2                | -                   | 29                  | 170   | 05,9             | -                |                  |                  |
| 2017                    | Giants de New York      | 09  | 188                 | 20,9                | -                   | 07                  | 048   | 06,9             | -                |                  |                  |
| 2018                    | Raiders d'Oakland       | 29  | 663                 | 22,9                | -                   | 20                  | 281   | 14,1             | 1                |                  |                  |
| 2019                    | Raiders d'Oakland       | 04  | 149                 | 37,3                | -                   | 03                  | 020   | 06,7             | -                |                  |                  |
| 2020                    | Bears de Chicago        | -   | -                   | -                   | -                   | 10                  | 081   | 08,1             | -                |                  |                  |
| Totaux chez les Raiders | Totaux chez les Raiders | 33  | 0 812               | 24,6                | 0                   | 23                  | 301   | 13,1             | 1                |                  |                  |
| Totaux chez les Giants  | Totaux chez les Giants  | 53  | 1 352               | 25,5                | 1                   | 70                  | 559   | 08,0             | 1                |                  |                  |
| Totaux chez les Cowboys | Totaux chez les Cowboys | 77  | 2 040               | 26,5                | -                   | 87                  | 965   | 11,1             | 2                |                  |                  |
| Totaux en NFL           | Totaux en NFL           | 163 | 4 204               | 25,8                | 1                   | 190                 | 1 906 | 10,0             | 4                |                  |                  |

| Année         | Équipe             | MJ |     | Courses | Courses | Courses | Courses |       | Passes réceptionnées | Passes réceptionnées | Passes réceptionnées | Passes réceptionnées |  | Fumbles | Fumbles |
| Année         | Équipe             | MJ | Nb. | Yards   | Moy.    | TD      | Nb.     | Yards | Moy.                 | TD                   | Nb.                  | Perdus               |  |         |         |
| 2014          | Cowboys de Dallas  | 2  | 0   | 0       | 0,0     | 0       | 1       | 5     | 5,0                  | 0                    | 0                    | 0                    |  |         |         |
| 2016          | Giants de New York | 1  | 0   | 0       | 0,0     | 0       | 0       | 0     | 0,0                  | 0                    | 0                    | 0                    |  |         |         |
| Totaux en NFL | Totaux en NFL      | 3  | 0   | 0       | 0,0     | 0       | 1       | 5     | 5,0                  | 0                    | 0                    | 0                    |  |         |         |

| Année         | Équipe             |     | Retours de kickoffs | Retours de kickoffs | Retours de kickoffs | Retours de kickoffs |     | Retours de punts | Retours de punts | Retours de punts | Retours de punts |
| Année         | Équipe             | Ret | Yds                 | Moy                 | TD                  | Ret                 | Yds | Moy              | TD               |                  |                  |
| 2014          | Cowboys de Dallas  | 5   | 117                 | 23,4                | 0                   | 2                   | 07  | 3,5              | 0                |                  |                  |
| 2016          | Giants de New York | 2   | 055                 | 27,5                | 0                   | 3                   | 04  | 1,3              | 0                |                  |                  |
| Totaux en NFL | Totaux en NFL      | 7   | 272                 | 24,6                | 0                   | 5                   | 11  | 2,2              | 0                |                  |                  |